# Loccumer Initiative kritischer Wissenschaftlerinnen und Wissenschaftler
Die Loccumer Initiative kritischer Wissenschaftler und Wissenschaftlerinnen ist ein deutscher Wissenschaftsverband.
Die Gruppierung wurde auf einer Tagung in Loccum bei Hannover im Herbst 1995 gegründet. Zu den Gründungsmitgliedern zählten bekannte Wissenschaftler wie Peter von Oertzen, Jürgen Seifert, Klaus Meschkat, Joachim Perels, Michael Buckmiller, Thomas von der Vring und Oskar Negt, aber auch Gewerkschafter wie Adolf Brock und Politiker wie Horst Peter.
Ziel des Kreises war die Schaffung einer Gegenöffentlichkeit gegen den als vorherrschend wahrgenommenen neoliberalen Zeitgeist, zu dem sozialwissenschaftlich fundierte Alternativen entwickelt werden sollen. In der Selbstbeschreibung der Initiative heißt es: „Wir sind überzeugt, daß die gegenwärtigen ökonomischen, sozialen und politischen Probleme neuartige, die alten Bahnen der tagespolitischen Rhetorik verlassende Lösungen und Denkansätze erfordern.“
Ausgehend von anfangs unregelmäßigen Tagungen veranstaltet die Initiative seit 2007 jedes Jahr eine wissenschaftliche Konferenz zu verschiedenen Schwerpunkten. Die Ergebnisse der Tagungen werden jeweils veröffentlicht in der Schriftenreihe Kritische Interventionen.

## Veröffentlichungen der Initiative
(Auswahl)
- Armut als Bedrohung – Der soziale Zusammenhalt zerbricht. Ein Memorandum. Mit einer Einführung von Oskar Negt, Hannover 2007 (= Kritische Interventionen. Nr. 7).
- Rot-Grün – noch ein Projekt? Offizin, Hannover 2001, ISBN 3-930345-25-0 (= Kritische Interventionen. Nr.  5).
- Die Illusion der neuen Freiheit – Realitätsverleugnung durch Wissenschaft. Hannover 1999 (= Kritische Interventionen. Nr.  3).
- Ökonomie ohne Arbeit – Arbeit ohne Ökonomie? Entwicklungstendenzen des Kapitalismus und politische Interventionen. Hannover 1997 (= Kritische Interventionen. Nr.  1).
- Globaler Widerstand gegen den Kapitalismus – Auf dem Weg zu einer neuen Internationale?, Hannover 2006, Nr. 9, ISBN 3-930345-41-2.
- Zur Funktion des linken Intellektuellen – heute In memoriam Peter von Oertzen, Hannover 2009, Nr. 10, ISBN 978-3-930345-67-0.